# Кокурин, Валерий Григорьевич
Вале́рий Григо́рьевич Коку́рин (11 декабря 1930, Владимир, Ивановская Промышленная область — 30 июля 2019, Владимир) — советский и российский живописец, заслуженный художник РСФСР (1980), народный художник Российской Федерации (1998).

## Биография
Родился 11 декабря 1930 года во Владимире. Учился в художественной студии, пользовался советами бывшего директора ГРМ профессора Н. П. Сычёва, сосланного во Владимир.
С 1954 года работал в реставрационных научно-производственных мастерских под началом архитектора и реставратора А. В. Столетова.
С 1956 года является участником всех областных выставок художников. В 1957 году принят в Художественный фонд Союза художников РСФСР, а в 1960 году — в члены Союза художников СССР. В 2005 году награждён золотой медалью РАХ. Большую роль в становлении художника сыграло общение с живописцами московской школы на творческой даче в Переславле-Залесском и позднее в Гурзуфе.
В 1960 году работы Кокурина и других владимирских художников (В. Я. Юкина, К. Н. Бритова) экспонировались в Москве на выставке «Советская Россия», после которой в Советском Союзе впервые заговорили о Владимирской школе пейзажа, «владимирских импрессионистах» — настолько непохожи были их картины на ту живопись, которая была официально признана в СССР 1950-х годов. В 1962 году удостоен первой премии ЦК ВЛКСМ, а в 1979 году стал лауреатом областной комсомольской премии им. Герасима Фейгина.
В 2006 году стал лауреатом премии Союза художников России им А. П. Грицая, а в 2010 году награждён золотой медалью им. В. И. Сурикова ВТОО «Союз художников России».

Могила на Улыбышевском кладбище

Скончался 30 июля 2019 года во Владимире. Отпевание состоялось 31 июля в 9:00 в храме Успенского Княгинина монастыря, после чего он был похоронен на Аллее Славы кладбища в Улыбышево.

## Выставки
Участник многих отечественных и зарубежных выставок. Персональные выставки художника проходили в Москве (1966, 2002, 2006, 2012), Ленинграде (1987), Владимире (2001, 2002, 2007, 2010), Муроме (2012) и в других городах.
Работы художника находятся во многих крупных художественных музеях страны (Третьяковской галереи, Русском музее, Владимиро-Суздальском музее-заведнике, Муромском историко-художественном музее и др.), а также зарубежных собраниях.